# 僵尸翻生
《殭屍翻生》（英語：New Mr. Vampire），1986年5月9日在英属香港上映的驚悚片和恐怖片。

## 劇情
茅山道士錢真人（锺發）和吳真人（錢月笙）兩人同出師門，而大發（呂方）是錢真人的弟子。結果因爲錢真人講究門面生意好，而吳真人注重實際而生意不好，使得師兄弟翻臉，互不來往。一日，生意旺盛的師兄錢真人接到一個富豪（谷峰）下的單子，將其枉死的弟弟（黃蝦）運送回鄉下入土爲安。更使吳真人懷恨師兄搶其生意，于是暗中使用茅山術企圖令僵屍複活。在錢真人運送屍體途中，盜墓賊旺財（錢小豪）因在陰年陰月陰時盜墓，並在雷電交加之際意外令死屍倩文（王小鳳）複活，並行動與旺財一致，錢真人在搭救旺財之際，意外給吳真人機會喚醒僵屍，于是一行人暫時制止僵屍後到旅館休息。旅館中旺財與大發偶遇殺人如麻卻至情至聖的大帥（沈威），意外發現倩文是其未過門的九姨太。由于旺財和大發疏于看守僵屍，再次給吳真人喚醒僵屍機會，于是僵屍最終被喚醒並大鬧旅館，由于吳真人施法，使得僵屍不再懼怕茅山法術，最後僵屍被大帥用大炮收服。

## 演員
| 演員   | 角色   | 粵語配音 | 備註          |
| 錢小豪 | 旺財   | 張炳強   | 盗墓贼        |
| 鍾發   | 錢真人 | 金貴     | 茅山道士      |
| 錢月笙 | 吳真人 | 楊捷康   | 錢真人的師弟  |
| 吕方   | 大發   | 朱子聰   | 錢真人的弟子  |
| 王小鳳 | 蒨文   |          | 大帥九姨太    |
| 沈威   |        | 盧雄     | 大帥          |
| 太保   |        | 馮永和   | 大帥助手      |
| 午馬   |        | 馮永和   | 酒店接待      |
| 黃蝦   |        |          | 殭屍          |
| 谷峰   |        |          | 客串;幫派人物 |

## 電影歌曲

### 主題曲
| 歌名         | 演唱者 | 作曲   | 填詞   |
| 〈冰封的心〉 | 吕方   | 黎小田 | 潘伟源 |